# Areozetes altimontanus
Areozetes altimontanus är en kvalsterart som beskrevs av Hammer 1961. Areozetes altimontanus ingår i släktet Areozetes och familjen Liebstadiidae. Inga underarter finns listade i Catalogue of Life.